# Phyllecthris gentilis
Phyllecthris gentilis är en skalbaggsart som beskrevs av J. L. Leconte 1865. Phyllecthris gentilis ingår i släktet Phyllecthris och familjen bladbaggar. Inga underarter finns listade i Catalogue of Life.